# Steven M. Greer
Steven M. Greer (r. Charlotte, Sjeverna Karolina, 28. lipnja 1955.), umirovljeni američki traumatolog i ufolog, koji je stekao popularnost kao osnivač Projekta Razotkrivanje i Središnjice za istraživanje izvanzemaljske inteligencije (CSETI).
Greer je izazvao medijsku senzaciju kada je 9. svibnja 2001. otvorio konferenciju "Razotkrivanje" (eng. Disclosure) u washingtonskom National Press Clubu, gdje je dvadesetak svjedoka iz vojnih, obavještajnih, vladinih i znanstvenih krugova te krugova velikih korporacija, javno svjedočilo o osnovanosti viđenja i postojanja izvanzemaljskih letjelica, izvanzemaljskih oblika života i napreden tehnologije koja pokreće takve letjelice. Svjedočenja su pokazala da američke vlasti aktivno sudjeluju u zataškivanju prijavljenih slučajeva NLO-a i zastrašivanju svjedoka, što je dodatno potaknulo širenje teorija urota povezanih s fenomenom NLO-a.
Steven Greer se rodio 1955. godine u Sjevernoj Karolini. Diplomirao je medicinu 1987. godine na medicinskom koledžu James H. Quillen na državnom sveučilištu East Tennessee, a stažiranje je završio 1988. godine na sveučilištu MAHEC u Sjevernoj Karolini, da bi sljedeće godine dobio medicinsku licencu.
Godine 1990. osnovao je Središnjicu za istraživanje izvanzemaljske inteligencije (CSETI), s ciljem istraživanja fenomena NLO-a i stvaranja uvjeta za kontakt izvanzemaljskih civilizacija. Godine 1993. utemeljio je Projekt Razotkrivanje, neprofitni istraživački projekt, koji je stvoren s ciljem da prezentira javnosti pretpostavljene vladine tajne o postojanju NLO-a. Četiri godine kasnije sudjelovao je, zajedno s Edgarom Mitchellom, na sastanku na marginama sastanka članova Kongresa. U svibnju 2001. godine održao je poznatu konferenciju u National Press Clubu u Washingtonu te je, u međuvremenu, prikupio 120 sati svjedočenja raznih civila, kao i vladinih, vojnih i obavještajnih dužnosnika.